# Calone
Calone o metilbenzodiacepinona, comercialmente llamado Calone 1951 fue descubierto por Pfizer en 1966. Se utiliza para dar la impresión olfativa de una orilla del mar fresca valiéndose del ozono y dando matices marinos. Calone es similar en estructura de ciertos hidrocarburos alicíclicos como C11 el ectocarpeno, excretados por algunas especies de algas pardas como feromonas.
Calone es un olor inusual, que tiene una nota de "brisa marina" intensa con ligeros tonos florales. Fue utilizado como un componente de aroma desde la década de 1980 por sus acuáticos acordes de ozono fresco, por este motivo se lo suele encontrar como nota dominante en varios perfumes de la tendencia marina, a partir de la década de 1990.
- Datos: Q2934355

1. ↑  Número CAS